# Герцог Сазерленд
Герцог Сазерленд — наследственный титул в пэрстве Соединённого королевства, созданный для семьи Левесон-Гоуэр. Титул был создан в 1833 году королём Вильгельмом IV для Джорджа Левесона-Гоуэра, 2-го маркиза Стаффорда. Династические браки наследниц рода Левесон-Гоуэр сделали герцогов Сазерленда одними из богатейших землевладельческих семей в Соединенном Королевстве.
Вспомогательные титулы герцога Сазерленда: маркиз Стаффорд (создан в 1786), граф Гоуэр (1746), граф Элсмир из Элсмира в Шропшире (1846), виконт Трентам из Трентама в Стаффордшире (1746), виконт Бракли из Бракли в Нортгемптоншире (1846) и барон Гоуэр из Ситтенхема в Йоркшире (1703). Маркизат Стаффорд, графство Гоуэр и виконтство Трентам являются пэрствами Великобритании, герцогство Сазерленд, графство Элсмир и виконтство Бракли — пэрства Соединенного королевства, а баронство Гоуэр — пэрство Англии.
Герцог Сазерленд является баронетом из Ситтенхема в графстве Йорк. Титул баронета был создан в 1620 году. В 1839—1963 годах герцоги Сазерленд также носили титулы лорда Стрэтнэвера и графа Сазерленда в качестве пэра Шотландии. Шотландские титулы появились в семье через брак в 1785 году первого герцога Сазерленда с Элизабет Сазерленд, 19-й графиней Сазерленд (1765—1839).

## История рода
В 1620 году английский король Яков I Стюарт пожаловал сэру Томасу Гоуэру (1584—1651) титул первого баронета Гоуэр из Ситтенхема в Йоркшире. Его сын Томас Гоуэр (1605—1672) стал вторым баронетом и женился на Фрэнсис, дочери сэра Джона Левесона. Их внук, Уильям Гоуэр (1647—1691), стал 4-м баронетом и взял себе дополнительную фамилию «Левесон». Сэр Уильям женился на Леди Джейн (ум. 1696), дочери Джона Гренвиля, 1-го графа Бата, и сестре Грейс Картерет, 1-й графини Гренвиль. Их сын Джон Левесон-Гоуэр, пятый баронет, в 1706 году получил титул барона Гоуэра из Ситтенхема в Йоркшире, став пэром Англии. Его сын, 2-й барон Гоуэр трижды занимал должность лорда-хранителя малой печати. В 1746 году он получил титулы виконта Трентам из Трентама в Стаффордшире и графа Гоуэра (оба титулы являются пэрствами Великобритании). Его старший сын Гренвиль Ловесон-Гоуэр стал 2-м графом и выдающимся политиком. В 1786 года для него был создан титул маркиза Стаффорда и пэра Великобритании. Лорд Стаффорд был женат вторым браком на леди Луизе Эджертон, дочери Скрупа Эджертона, 1-го герцога Бриджуотера. Его сын от третьего брака с леди Сьюзан Стюарт, лорд Гренвиль Левесон-Гоуэр получил в 1833 году титул графа Гренвиля.
1-му лорду Стаффорду наследовал его старший сын от второго брака, Джордж Гренвиль Левесон-Гоуэр (1758—1833). Он женился на Элизабет Сазерленд, 19-й графине Сазерленд. В 1803 году он унаследовал огромные поместья своего дяди по матери Фрэнсиса Эджертона, 3-го герцога Бриджуотера. В 1833 году для него был создан титул герцога Сазерленда (пэр Соединенного Королевства). Согласно завещанию 3-го герцога Бриджуотера имения Эджертонов перешли после смерти первого герцога Сазерленда к его третьему сыну лорду Фрэнсису Левесон-Гоуэру (1800—1857), который с разрешения короля изменил свою фамилию на «Эджертон». В 1846 году для него был создан титул виконта Бракли и графа Элсмира.
В 1833 году после смерти Джорджа Левесона-Гоуэра ему наследовал старший сын Джордж Гренвиль (1786—1861), ставший 2-м герцогом Сазерлендом. В 1839 году он также унаследовал от матери древние шотландские титулы графа Сазерленда и лорда Стрэтнэвера. Его старший сын Джордж Сазерленд-Левесон-Гоуэр (1828—1892), 3-й герцог Сазерленд, женился на Энн Хэй-Маккензи, для которой в 1861 году был создан титул графини Кромарти с правом передачи своим младшим сыновьям. Его внук Джордж Сазерленд-Левесон-Гоуэр (1888—1963), 5-й герцог, унаследовал титул в возрасте 25 лет в 1913 году. Он распродал свои поместья в Стаффордшире.
В 1963 году после смерти бездетного 5-го герцога новым герцогом Сазерлендом стал его дальний родственник Джон Сазерленд-Эджертон, 5-й граф Элсмир. Он был потомком 1-го графа Элсмира, третьего сына 1-го герцога Сазерленда. Племянница 5-го герцога, Элизабет Левесон-Гоуэр (род. 1921), унаследовала титулы графини Сазерленд и лорда Стрэтнэвера. Она же унаследовала большую часть владений своего дяди.
В 2000 году после смерти бездетного 6-го герцога Сазерленда ему наследовал его двоюродный дядя Рональд Фрэнсис Эджертон (род. 1940), ставший 7-м герцогом Сазерлендом.
Сегодня большая часть богатства герцога Сазерленд богатство состоит из коллекции произведений искусства, собранных Фрэнсисом Эджертоном, 3-м герцогом Бриджуотером, дядей 1-го герцога Сазерленда, которые были унаследованы линией семьи Элсмир. В 2003 году новый герцог продал картину Тициана «Венера Анадиомена» Национальной галерее Шотландии. В 2009 году он продал два других шедевра Тициана: «Диана и Каллисто» и «Диана и Актеон». Несмотря на это, он по-прежнему является владельцем других шедевров, таких, как автопортрет Рембрандта 1657 года, «Бриджуотерская Мадонна» Рафаэля и серия «Таинств» французского художника Николя Пуссена.

## Другие члены семьи
Уильям Левесон-Гоуэр, младший сын сэра Уильяма, четвёртого баронета Гоуэра, был членом парламента от Ладлоу. Достопочтенный Уильям Левесон-Гоуэр, второй сын Джона, первого барона Гоуэра и внук четвёртого баронета, был членом парламента от Стаффорда. Достопочтенный Томас Левесон-Гоуэр, третий сын первого барона Гоуэра, был членом парламента от Ньюкасл-андер-Лайм. Достопочтенный Баптист Левесон-Гоуэр (ум. 1782), четвёртый сын первого барона Гоуэра, был также членом парламента от Ньюкасл-андер-Лайм.
Достопочтенный Ричард Левесон-Гоуэр, четвёртый сын первого графа Гоуэра, был членом парламента от Личфилда. Достопочтенный Джон Левесон-Гоуэр (1740—1792), шестой сын первого графа Гоуэра, был адмиралом в королевском флоте.
Фредерик Невилл Сазерленд Левесон-Гоуэр (1874—1959), сын лорда Альберта Левесона-Гоуэра, младшего сына второго герцога Сазерленда, сидел в качестве члена парламента от Сазерленда. Лорд Рональд Гоуэр (1845—1916), младшего сына второго герцога, был политиком, скульптором и писателем.

## Резиденции
Родовым гнездом был изначально Лиллешаль-холл, а позднее им стали принадлежать Трентам-холл, замок Данробин и Кливден. В XIX и начале XX века резиденцией Сазерлендов в Лондоне был Стаффорд-хаус.
В настоящее время резиденцией герцогов Сазерленд служил Мертаун-хаус в Сент-Босвеллсе на шотландской границе.

## Баронеты Гоуэр, позднее Левесон-Гоуэр из Ситтенхема (1620)
- Сэр Томас Гоуэр, 1-й баронет (1584—1651), старший сын сэра Томаса Гоуэра, маршала Бервика и губернатора замка Аймут
- Сэр Томас Гоуэр, 2-й баронет (ок. 1605—1672), единственный сын 1-го баронета
  - Эдвард Гоуэр (ум. 1662), старший сын 2-го баронета, умер при жизни отца
- Сэр Томас Гоуэр, 3-й баронет (ок. 1666—1689), сын Эдварда Гоуэра и внук Томаса Гоуэра, 2-го баронета
- Сэр Уильям Левесон-Гоуэр, 4-й баронет (ок. 1647—1691), младший сын 2-го баронета
- Сэр Джон Левесон-Гоуэр, 5-й баронет (1675—1709), старший сын 4-го баронета

## Бароны Гоуэр (1703)
- Джон Левесон-Гоуэр, 1-й барон Гоуэр (1675—1709), старший сын 4-го баронета Гоуэра
- Джон Левесон-Гоуэр, 2-й барон Гоуэр (1694—1754), старший сын 1-го барона Гоуэра

## Графы Гоуэр (1746)
Другие титулы: Виконт Трентам из Трентама в графстве Стаффорд (1746) и барон Гоуэр (1703)
- Джон Левесон-Гоуэр, 1-й граф Гоуэр (1694—1754), старший сын 1-го барона
- Гренвиль Левесон-Гоуэр, 2-й граф Гоуэр (1721—1803), третий сын и преемник 1-го графа

## Маркизы Стаффорд (1786)
Другие титулы: Граф Гоуэр и виконт Трентам из Трентама в графстве Стаффорд 1746) и барон Гоуэр (1703)
- Гренвиль Левесон-Гоуэр, 1-й маркиз Стаффорд (1721—1803), третий сын 1-го графа Гоуэра
- Джордж Левесон-Гоуэр, 2-й маркиз Стаффорд (1758—1833), старший сын и преемник 1-го маркиза Стаффорда

## Герцоги Сазерленд (1833)
Другие титулы 1-го герцога: маркиз Стаффорд (1786), граф Гоуэр и виконт Трентам из Трентама в графстве Стаффорд (1746), барон Гоуэр (1703)
- Джордж Гренвиль Левесон-Гоуэр, 1-й герцог Сазерленд (1758—1833), старший сын 1-го маркиза Стаффорда

Другие титулы 2—5 герцогов: граф Сазерленд и лорд Стрэтнэвер
- Джордж Гренвиль Сазерленд-Левесон-Гоуэр, 2-й герцог Сазерленд (1786—1861), старший сын 1-го герцога Сазерленда
- Джордж Гренвиль Сазерленд-Левесон-Гоуэр, 3-й герцог Сазерленд (1828—1892), старший сын 2-го герцога
  - Джордж Гренвиль Сазерленд-Левесон-Гоуэр, граф Гоуэр (1850—1858), старший сын 3-го герцога, умер в детстве. Также носил титул лорда Стаффорда
- Кромарти Сазерленд-Левесон-Гоуэр, 4-й герцог Сазерленд (1851—1913), второй сын 3-го герцога
- Джордж Гренвиль Сазерленд-Левесон-Гоуэр, 5-й герцог Сазерленд (1888—1963), старший сын 4-го герцога, умер бездетным

Другие титулы 6-го герцога: граф Элсмир и виконт Бракли из Бракли в графстве Нортгемптоншир (1846)
- Джон Сазерленд Эджертон, 6-й герцог Сазерленд (1915—2000), также 5-й граф Элсмир, праправнук Фрэнсиса Эджертона, 1-го графа Элсмира, третьего сына 1-го герцога Сазерленда. Умер не оставив потомства
- Рональд Фрэнсис Эджертон, 7-й герцог Сазерленд (род. 1940), двоюродный племянник 6-го герцога и правнук Чарльза Гренвиля Фрэнсиса Эджертона, 3-го графа Элсмира
  - Наследник: Джеймс Гренвиль Эджертон, маркиз Стаффорд (род. 1975), старший сын 7-го герцога Сазерленда. Четыре дочери.
    - Второй в очереди наследование: лорд Генри Александр Эджертон (род. 1977), младший сын 7-го герцога Сазерленда, у которого три дочери.

## Линия преемственности
- Фрэнсис Эджертон, 1-й граф Элсмир (1800—1857):
  - Джордж Гренвиль Фрэнсис Эджертон, 2-й граф Элсмир (1823—1862), предок последних двух герцогов
  - Фрэнсис Эджертон (1824—1895), который имеет детей, в том числе:
    - Уильям Фрэнсис Эджертон (1868—1949), который имеет сына:
      - Фрэсис Эджертон (1896—1935), у него три сына:
        - Энтони Фрэнсис Эджертон (1921—1985), у него двое сыновей:
          - Саймон Фрэнсис Кавендиш Эджертон (род. 1949)
          - Фулк Чарльз Гренвиль Эджертон (род. 1952)

        - Майкл Годольфин Эджертон (1924—1979), у него три сына:
          - Марк Уильям Годольфин Эджертон (род. 1958)
          - Майкл Робин Боуринг Эджертон (1962—1988)
          - Николас Эджертон (род. 1967)

        - Дэвид Уильям Эджертон (1930—2012), у него сын:
          - Фрэнсис Дэвид Эджертон (род. 1959)

1) Джеймс Гренвиль Эджертон, маркиз Стаффорд (род. 1975), старший сын 7-го герцога Сазерленда
2) Лорд Генри Александр Эджертон (род. 1977), младший сын 7-о герцога
3) Саймон Фрэнсис Кавендиш Эджертон (род. 1949), праправнук 1-го графа Элсмира через его второго сына Фрэнсиса (1824—1895)
4) Фальк Чарльз Гренвиль Эджертон (род. 1952), младший брат Саймона Фрэнсиса
5) Николас Эджертон (род. 1967), сын Майкла Эджертона (1924—1979), младшего брата Энтони Эджертона (1921—1985)
6) Фрэнк Эджертон (род. 1959), сын Дэвида Эджертона (1930—2012)